# Schizaeaceae
Schizaeaceae, biljna porodica s tridesetak (38 spp.) vrsta Papratnica. Postoji više rodova, tri živa i nekoliko fosilnih. Rod je danas raširen po obje Amerike, Africi, dijelovima južne Azije i Australiji, a ime je dobila po rodu Schizaea.

## Rodovi
1. Schizaea J. E. Sm. (14 spp.)
2. Actinostachys R. Br. ex Wall. (17 spp.)
3. Microschizaea C. F. Reed (7 spp.)
4. Klukiopsis S. Deng & S. Wang, 2000 †
5. Mintopteris N.W. Radforth & J. Walton, 1960 †
6. Mohriopsis O. Appert, 1973 †
7. Norimbergia W. Gothan, 1913-1914 †
8. Paralygodium A. Yoshida, H. Nishida & M. Nishida, 1997 †
9. Pekinopteris R.C. Hope and O.F. Patterson, III, 1970 †
10. Pelletixia J. Watson & C.R. Hill, 1982 †
11. Schizaeangium D.R. Bohra & B.D. Sharma, 1979 †
12. Schvedopteris N.K. Mogutcheva & G.P. Radczenko in N.K. Mogutcheva, 1973 †
13. Sellingia J. Lorch, 1968 †

Sinonimi
- Microschizaea C.F. Reed sinonim za Schizaea Sm.
- Ripidium Bernh. sinonim za Schizaea Sm.
- Trochopteris Gardner sinoonim za Anemia Sw.